# 369P/Hill
369P/Hill, komet Jupiterove obitelji